# Binkelj
Binkelj je naselje v Občini Škofja Loka.

## Izvor krajevnega imena
Ime kraja je nemškega izvora in izvira iz srednjevisokonemške besede winkel iz česar se je razvila današnja nemška beseda Winkel v pomenu 'kot, skrivni kot, skrivališče'. V starih zapisih se kraj omenja okoli leta 1300 in dem Winchel, 1392 ze Alten Lak zu Winkhel in 1500 im Winkhl.